# Broelemannia pamphylina
Broelemannia pamphylina är en mångfotingart som beskrevs av Carl Graf Attems 1927. Broelemannia pamphylina ingår i släktet Broelemannia och familjen Schizopetalidae. Inga underarter finns listade i Catalogue of Life.